# Gallicolumba tristigmata
Gallicolumba tristigmata là một loài chim trong họ Columbidae.

## Hình ảnh

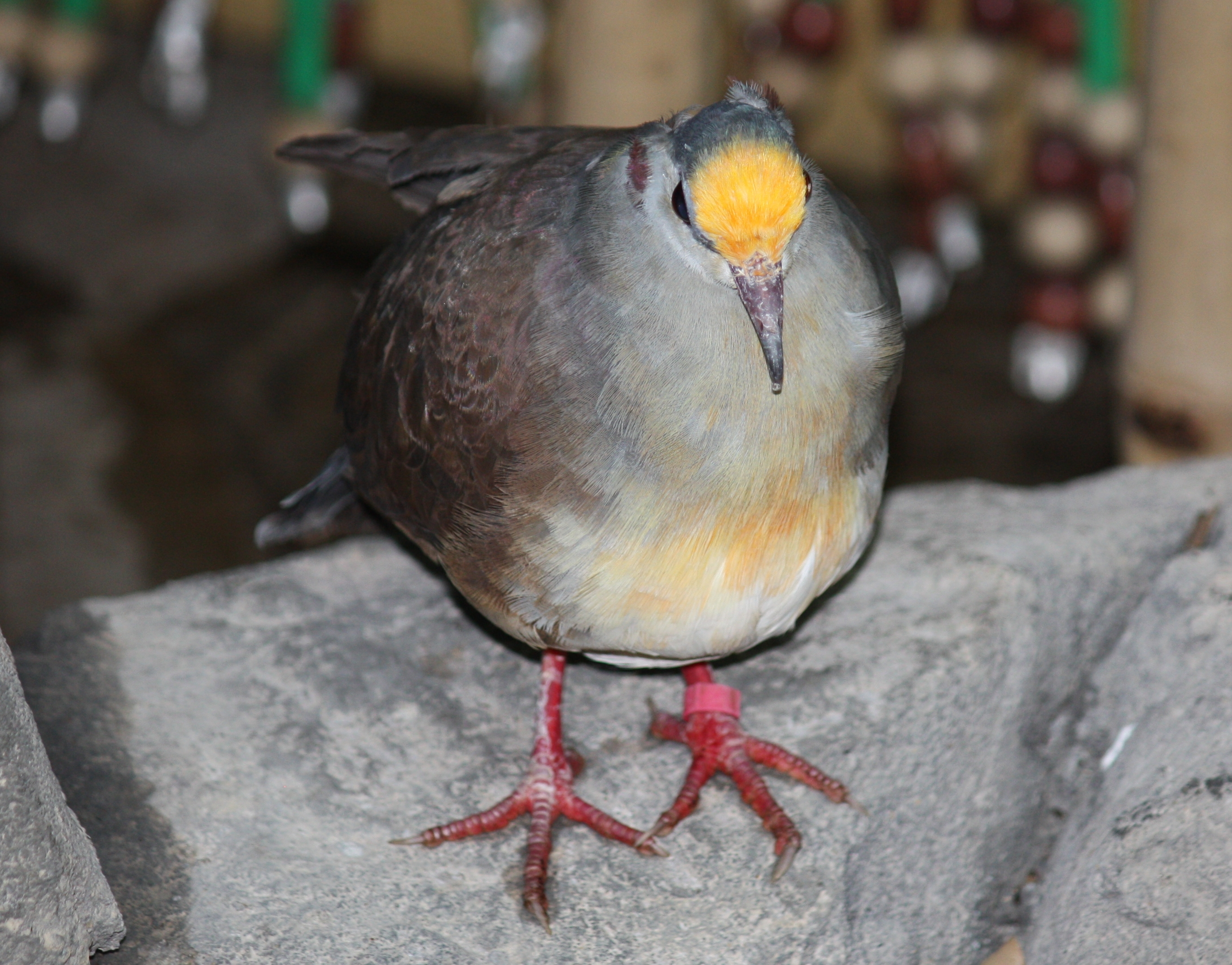
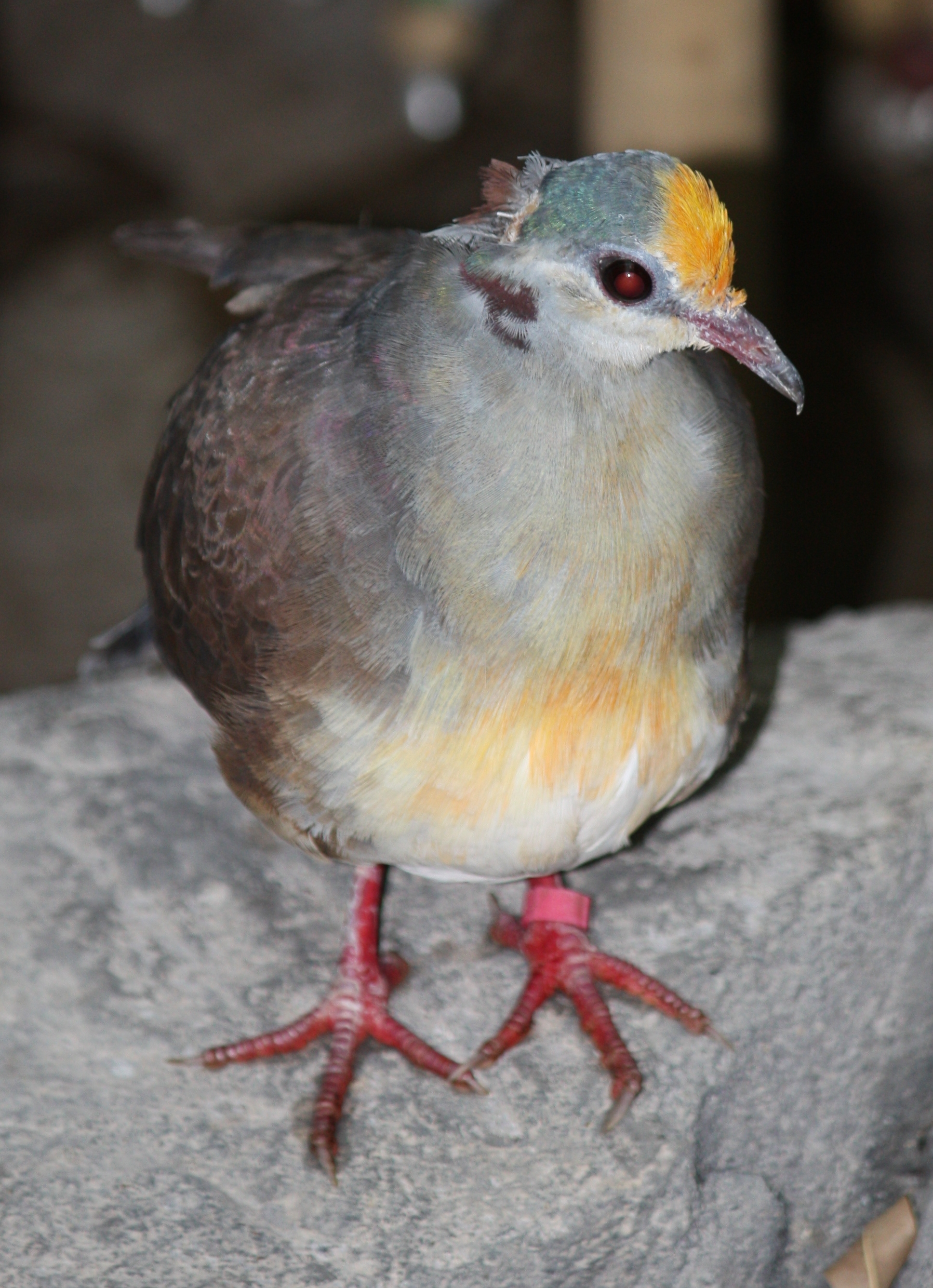
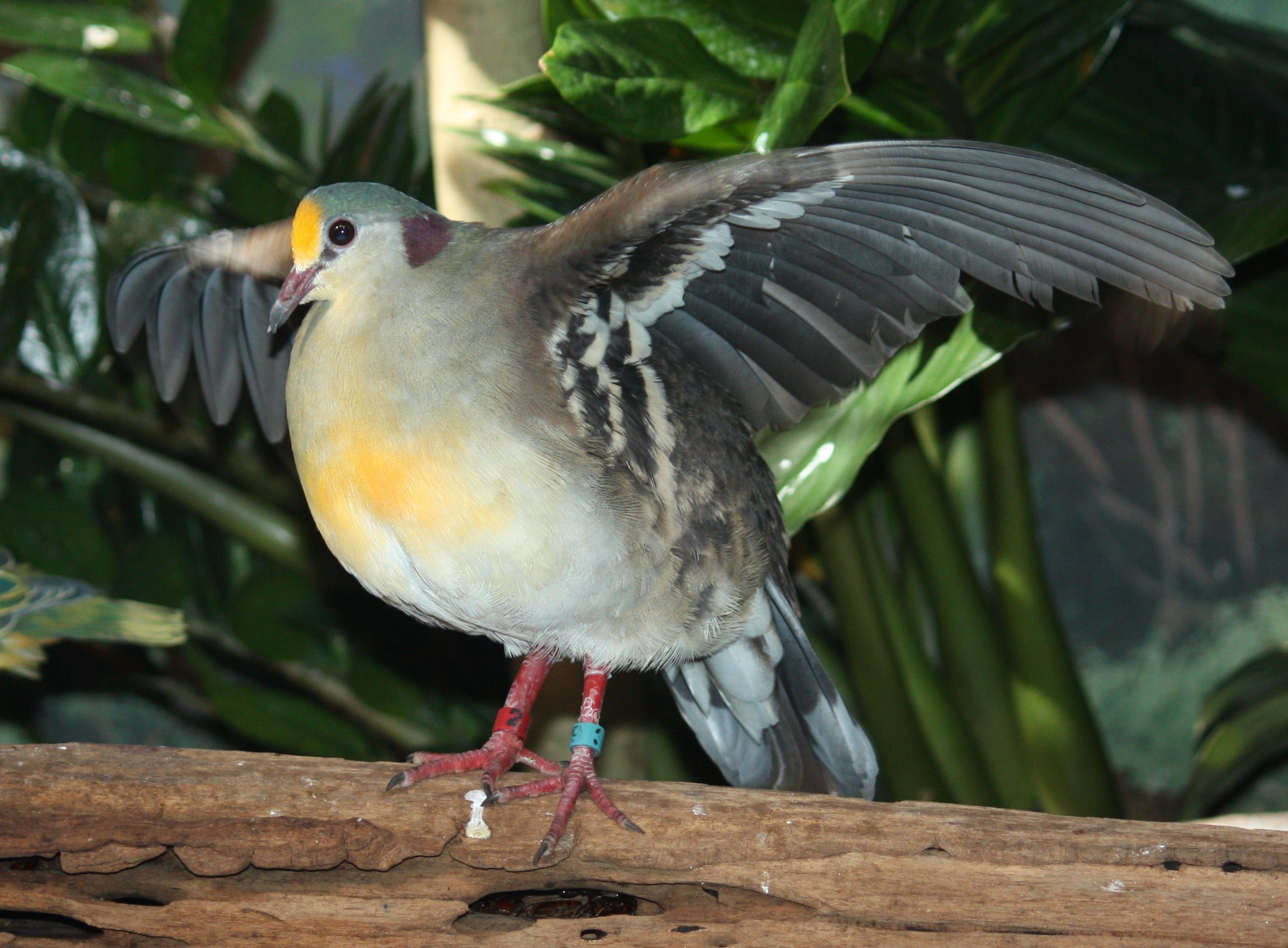
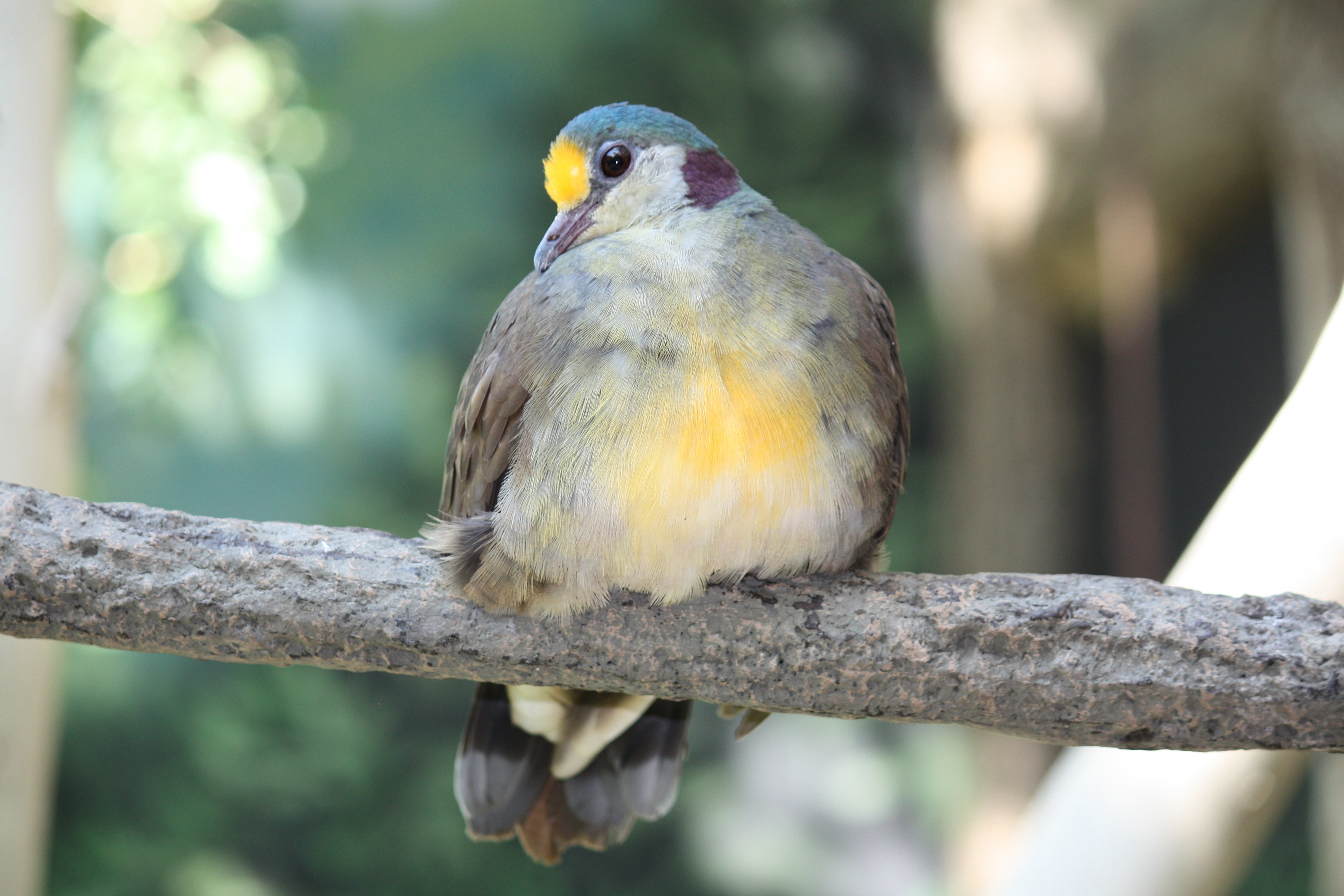